# اتانژ
اتانژ (به فرانسوی: Ottange) یک کمون در فرانسه است که در Canton of Fontoy واقع شده‌است.

## خصوصیات
اتانژ ۱۵٫۴۸ کیلومترمربع مساحت و ۲٬۵۹۰ نفر جمعیت دارد و ۳۱۵ متر بالاتر از سطح دریا واقع شده‌است.